# Europäische Goethe-Straße
Die Europäische Goethe-Straße ist eine europäische touristische Straße, die vom tschechischen Karlsbad über Regensburg und Innsbruck bis nach Venedig führt.
Die Straße bindet damit einerseits Karlsbad ein, das von Goethe sehr häufig für Badereisen aufgesucht wurde und folgt andererseits der Italienroute, die Goethe im Jahre 1786 nach Venedig führte.